# Boeing E-4
El Boeing E-4 Advanced Airborne Command Post ("Puesto de Mando Aerotransportado Avanzado"', en inglés), con nombre de proyecto “Nightwatch” ("Vigilante Nocturno"), es un avión de mando y control operado por la Fuerza Aérea de los Estados Unidos (USAF). Para crear la serie E-4, se utilizaron cuatro estructuras de Boeing 747-200 modificadas especialmente para servir como puesto de mando móvil de supervivencia para la Autoridad de Mando Nacional, es decir, el Presidente de los Estados Unidos, el Secretario de Defensa y sus sucesores. Los cuatro E-4 son operados por el 1.er Escuadrón de Mando y Control Aerotransportado de la 55.ª Ala, ubicado en la Base de la Fuerza Aérea Offutt, cerca de Omaha (Nebraska).

## Desarrollo
Los primeros dos aviones utilizaron fuselajes de 747-200 que fueron originalmente pensados para ser aviones comerciales. Cuando el cliente canceló el pedido, Boeing ofreció los fuselajes a la USAF como parte de un paquete para reemplazar a los antiguos EC-135J "NEACP" (Puesto de Mando Aéreo Nacional de Emergencia). En el marco del programa 481B NEACP, la División de Sistemas Electrónicos de la Fuerza Aérea firmó un contrato con Boeing en febrero de 1973 por dos aviones sin equipamiento, que fueron denominados E-4A, que estaban propulsados por cuatro motores P&W JT9D, a los cuales se les añadió un tercer avión en julio de 1973. El primer E-4A se completó en la planta de Boeing en las proximidades de Seattle (Washington), en 1973. E-Systems ganó el contrato para instalar equipos transitorios en estos tres aviones, y el primer E-4A se entregó a la Base de la Fuerza Aérea Andrews, en Maryland, en diciembre de 1974. Los otros dos aviones fueron entregados en 1975; el tercero difería en que estaba impulsado por el motor F103 de GE, que posteriormente pasó a ser el estándar y se adaptó en las dos primeras aeronaves. El modelo "A" contaba con el mismo equipamiento que el EC-135, pero ofrecía más espacio y una autonomía de vuelo más extensa, superior a la del mismo.
Además, el E-4 era capaz de operar las misiones "Looking Glass" del antiguo Mando Aéreo Estratégico (SAC). El SAC renunció a la aeronave para su uso a tiempo completo por la Oficina del Estado Mayor Conjunto.
En diciembre de 1973 se contrató un cuarto avión, el cual fue equipado con equipos más avanzados, siendo denominado E-4B. El 21 de diciembre de 1979, Boeing entregó el primer E-4B (número de serie 75-0125), que se distingue de la versión anterior por la presencia de una gran "joroba" en la superficie dorsal, justo detrás de la cubierta superior. Esta joroba aloja la antena de satélite SHF de la aeronave. Para enero de 1985, los tres E-4A habían sido reacondicionados, convirtiéndose en modelos E-4B. El E-4B ofrece un gran aumento de la capacidad de comunicaciones respecto al modelo anterior y estaba "endurecido" contra los efectos de pulso electromagnético (EMP) de una explosión nuclear. El endurecimiento de la aeronave significa que todos los equipos y el cableado a bordo estaban blindados contra un EMP. Además, se implementaron otras medidas para bloquear la radiación proveniente del sistema de gestión del aire de la cabina del avión, incluyendo el uso novedoso de las mismas placas utilizadas para cubrir las ventanas de los hornos de microondas, que fueron colocadas en las ventanas de la cabina.
Las estimaciones colocan el coste de desarrollo del primer E-4B en cerca de 1000 millones de dólares. Los costes de despliegue de la flota se ubican en alrededor de 250 millones de dólares por avión. En 2005, la Fuerza Aérea de los Estados Unidos concedió a Boeing un contrato de 2000 millones de dólares para que realizara la actualización continua de la flota de E-4B.

## Variantes

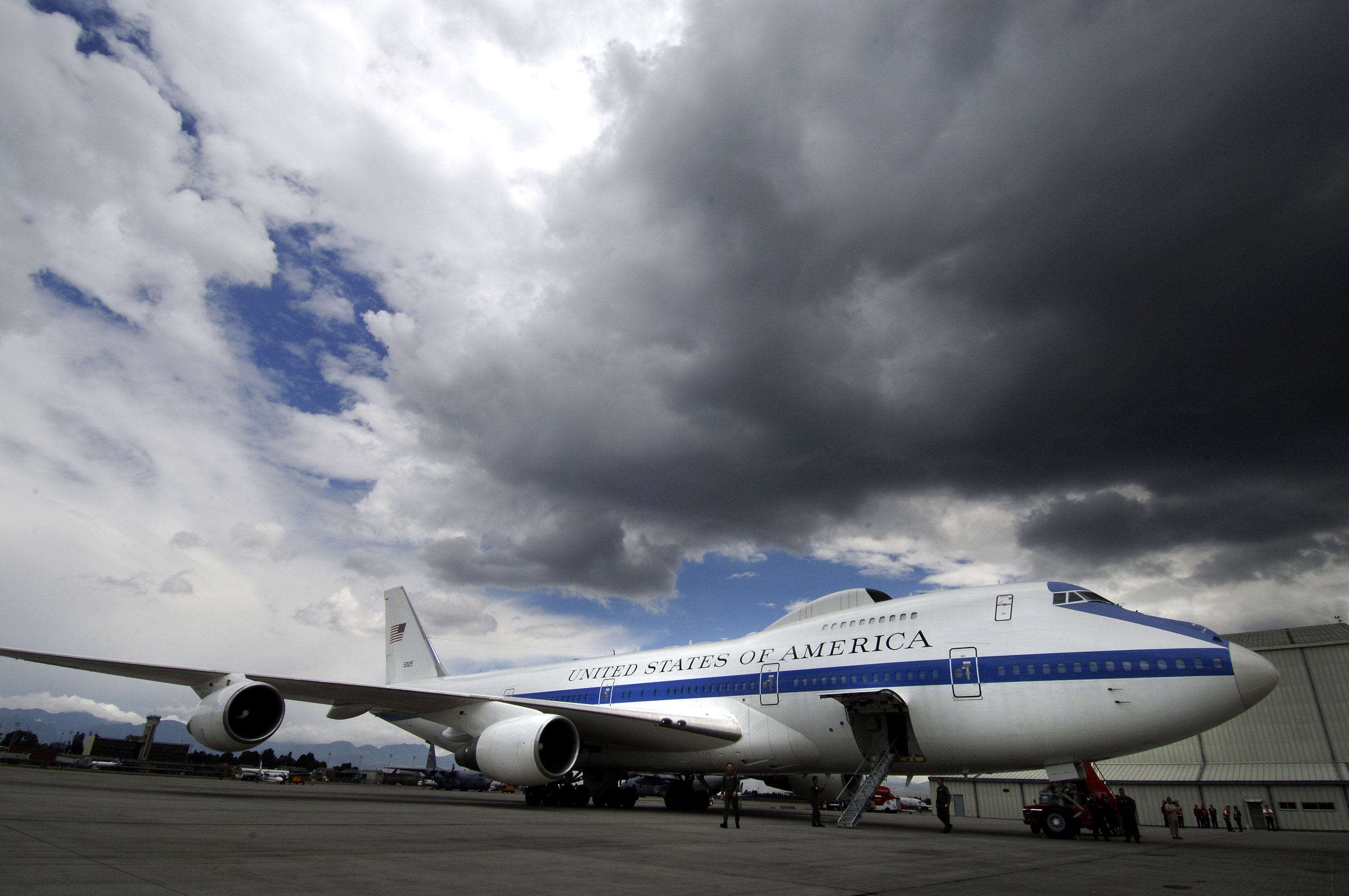
Boeing E-4B en Bogotá.

E-4A
Tres construidos con motores Pratt & Wittney JT9D; después se convirtieron al estándar E-4B. Sin bulto en la parte superior del fuselaje.
E-4B
Desarrollado con motores General Electric CF6-50E2 de 52 500 lbf. Tiene protección contra pulso electromagnético, efectos nucleares y térmicas de blindaje, electrónica avanzada y una amplia variedad de equipos de comunicaciones.

## Operadores
Estados Unidos
- Fuerza Aérea de los Estados Unidos

## Especificaciones (E-4B)

### Características generales
- Tripulación: Hasta 112 personas
- Longitud: 70,5 m (231,3 ft)
- Envergadura: 59,7 m (195,9 ft)
- Altura: 19,3 m (63,3 ft)
- Superficie alar: 510 m² (5489,7 ft²)
- Peso vacío: 190 000 kg (418 760 lb)
- Peso cargado: 360 000 kg (793 440 lb)
- Peso máximo al despegue: 374 850 kg (826 169,4 lb)
- Planta motriz: 4× turbofán General Electric CF6-50E2.
  - Empuje normal: 234 kN (23 861 kgf; 52 606 lbf) de empuje cada uno.

### Rendimiento
- Velocidad nunca excedida (Vne): 969 km/h (602 MPH; 523 kt)
- Velocidad crucero (Vc): 895 km/h (556 MPH; 483 kt)
- Alcance: 11 000 km (5940 nmi; 6835 mi)
- Techo de vuelo: 14 000 m (45 932 ft)
- Carga alar: 730 kg/m² (149,5 lb/ft²)
- Empuje/peso: 0,26

## Aeronaves relacionadas

### Desarrollos relacionados
- Boeing 747
- Boeing VC-25

### Aeronaves similares
- Boeing E-6 Mercury
- Northrop Grumman E-10 MC2A
- Ilyushin Il-80

### Secuencias de designación
- Secuencia E-_ (Aviones con instalación Electrónica especial estadounidenses, 1962-presente): E-1 - E-2 - E-3 - E-4 - E-5 - E-6 - E-7 →